# Deutsches Theater Pest

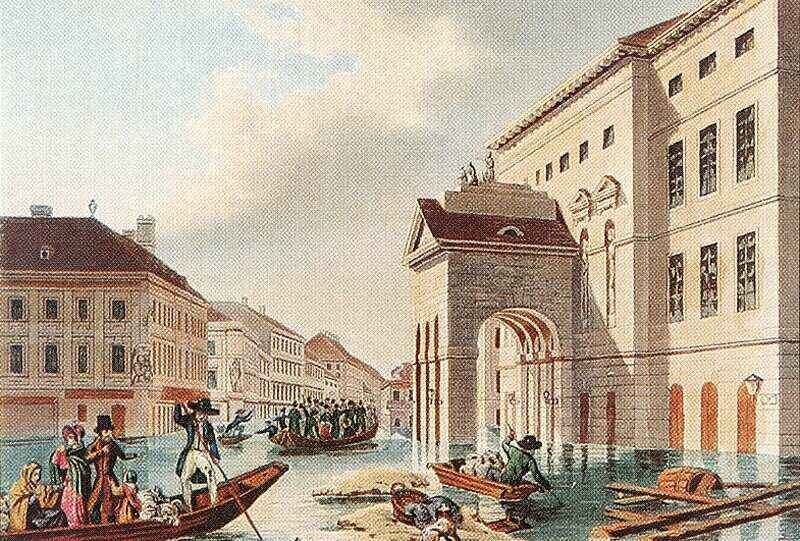
Johann Hürlimann: Deutsches Theater in Pesth, während der Überschwemmungskatastrophe 1838

Das Deutsche Theater Pest (ungarisch Pesti Városi Német Színház) war eine in deutscher Sprache spielende Bühne in Pest (heute Budapest, der Hauptstadt Ungarns).

## Geschichte

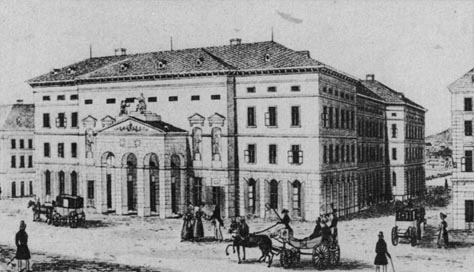
Das Deutsche Theater Pest um 1830

Bereits im 18. und 19. Jahrhundert gab es in Buda und Pest stets Bühnen, die Schauspiele und Opern in deutscher Sprache aufführten. Die Häuser dieser Institutionen befanden sich Anfangs am ‚Theaterplatz’ in Pest und nach dem Brand wurde ein Haus in der damaligen Wollgasse errichtet.
Zwischen 1812 und 1847 war das deutsche Theater in einem dreistöckigen Gebäude untergebracht, das sich am heutigen Vörösmarty-Platz befand (der Platz hieß ursprünglich ‚Theaterplatz‘). Das Haus wurde von dem aus Wien stammenden Architekten Mihály Pollack im neoklassizistischen Stil errichtet und am 9. Februar 1812 feierlich eingeweiht. Im selben Häuserblock befand sich zur Donau hin die 1832 fertiggestellte Redoute. Das Gebäude bot angeblich bis zu 3500 Zuschauern Platz; die Bühne war 28 Meter tief.
Am 9. Februar 1812 wurde es mit zwei Stücken von August von Kotzebue eröffnet (Ungarns erste Wohlthäter und Die Ruinen von Athen), zu denen Ludwig van Beethoven die Musik schrieb. Die dort tätige Truppe spielte sowohl musikalische Werke (etwa von Rossini und Mozart) als auch Schauspiele (etwa von Shakespeare und Schiller). Am 2. Februar 1847 abgebrannt, eröffnete das Theater bereits am 10. Juli wieder. Im Zuge der Ungarischen Revolution 1848/1849 wurde das Theater 1849 endgültig geschlossen.

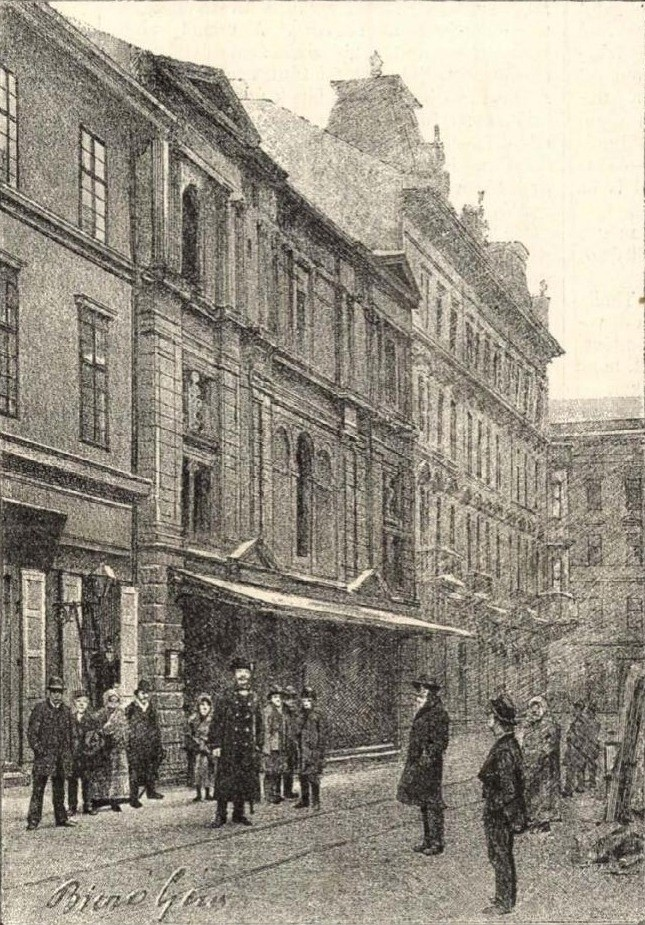
Fassade des Theaters nach dem Brand. Zeichnung nach Vorbild einer Fotografie.

Von 1869 bis 1889 gab es in der Gyapjú utca (Wollgasse) eine letzte deutsche Spielstätte genannt Gyapjú utcai Színház. Die Eröffnung dieses Theaters fand im Dezember 1869 statt. Das Haus diente vornehmlich der Operette. Das Publikum des Theaters erlebte renommierte Gastkünstler aus den deutschsprachigen Ländern, darunter Adolf Sonnenthal, Marie Geistinger, Friedrich Haase, Franz Jauner, Marie Barkany, Charlotte Wolter und Alexander Girardi.
Das Theater Pest wurde geleitet von: Heinrich Hirsch (1869–1873), Franz Kull (1873), Friedrich Strampfer (1873–1874), Friedrich Feldmann (1874), Albin Swoboda (1874–1878), Moritz Morländer (1878), Josef Blau (1878–1879), Robert Müller (1879–1882), Stanislaus Lesser (1882–1889).
Das Theatergebäude brannte am 20. Dezember 1889 nieder. Dabei blieben die Fassade und die Lobby zwar intakt, der Rest des Gebäudeinneren wurde jedoch komplett zerstört. Kurze Zeit später wurde das Gebäude abgerissen.

## Komponisten am Deutschen Theater Pest
- 1812 Ludwig van Beethoven
- 1828 Franz Lachner
- 1833 bis 1838 Ferenc Erkel
- 1838 bis 1847 Louis Schindelmeisser
- 1868 Carl Millöcker